# Hermenches
Hermenches est une commune suisse du canton de Vaud, située dans le district de la Broye-Vully. Citée dès 1254, elle fait partie du district de Moudon de 1798 à 2007. La commune est peuplée de 377 habitants en 2023. Son territoire, d'une surface de 477 hectares, se situe dans la région du Jorat.

## Histoire
Hermenches est mentionné en 1254 sous le nom de Ermenges. Un autre document de 1340 atteste lui aussi de villa d'Ermenges. Un moulin et un battoir sont signalés le long de la Bressonne dès le XIVe siècle. En 1641, le châtelain François Crousaz établit sa seigneurie sur le village grâce à un échange de droits sur la dîme. Sa famille possédera la seigneurie jusqu'en 1725. Le village fait partie de la châtellenie de Moudon à l'époque bernoise, puis du district de Moudon de 1798 à 2007 et du district de la Broye-Vully depuis 2008. Hermenches forme une petite seigneurie dès 1641. Le château d'Hermenches, construit au XVIIe siècle, abrite un restaurant, des appartements puis un établissement médico-social actuellement. Une chapelle est mentionnée en 1453.
Le 10 mai 1801, le canton du Léman impose à la commune d'envoyer un de ses citoyens à Lausanne dans le but d'apprendre à jouer du tambour. Elle envoie un jeune homme nommé Pierre-François, fils de François-Louis Fiaux avec 20 baches pour l'encourager dans l'apprentissage. Il obtient aussi un uniforme une fois l'âge adulte atteint. Ce jeune tambour permet ainsi à la commune de passer les revues.
Après la guerre du Sonderbund, la commune accorde le 18 février 1848 deux baches par jour sans faire de distinction d'arme et de grade, à tous les militaires ayant servi dans le contingent et possédant la bourgeoisie d'Hermenches. Le 6 janvier 1857, cette solde augmente à 30 centimes fédéraux par jour et par personne, soit l'équivalent de trois baches, pour toute personne dans le service actif. Il n'y a plus de distinction entre les bourgeois et les non bourgeois d'Hermenches.

### Battoir communal
Lors de l'inventaire du mobilier, des immeubles et pâturages de la commune d'Hermenches du 18 mars 1837, cette dernière recense un battoir à grain situé sur le ruisseau, chez les Métraux, pour une valeur de 100 francs. La demande de construction de ce dernier a été déposée par Pierre-François métraux, le 24 mars 1832. La municipalité reçoit un crédit de 1 000 francs pour construire le bâtiment. Le 24 décembre 1844, le conseil général donne son accord à la municipalité pour vendre l'ancien matériel mécanique du battoir à grain, si tant est que le prix de vente ne soit pas inférieur à 32 francs. Le 8 février 1854, la municipalité charge un mécanicien de construire un rouet neuf de 12 pieds de diamètre avec 140 à 150 marmelles posées en pointe. Il doit aussi construire une poulie de neuf pieds de diamètre et changer l'arbre en fer du tambour et réparer le moulin à vanner. Pour tous ces travaux, ce dernier est rémunéré 275 francs. Cette même année, la municipalité fixe le prix à 6 centimes pour toute personne étrangère à la commune venant y faire battre son grain. Le 5 avril 1857, la municipalité charge Pierre-Samuel Jayet et Pierre-François Fiaux de construire une scierie près du battoir à grain. En juin 1870, le battoir est motorisé grâce à une machine à vapeur à chaudière verticale d'une puissance de 6 PS. La machine est vendue 5 000 francs par les frères Golay, mécaniciens à Morges, et est garantie 18 mois. Ce moteur est revendu par la commune le 14 février 1899. Le 10 avril 1890, une roue à eau de 6 mètres de diamètre et large d'un mètre est posée, l'arbre de transmission mesure 3,60 m et a un diamètre de 15 cm. Le 7 avril 1920, la commune étudie la possibilité de poser une nouvelle machine à battre.

### Électricité et téléphone
Le 18 janvier 1899, la municipalité reçoit une offre pour électrifier le village, qui se trouve en effet non loin de la ligne du Jorat. Cette offre n'est pas prise en considération. La compagnie s'intéresse à l'électrification quatre années plus tard. Le 10 octobre 1903, elle demande des renseignements à ce propos à la compagnie des forces motrices de Joux. Le 27 mai 1904, un courrier informe la municipalité que le conseil d'administration de la société électrique de Montbovon viendra à Hermenches pour prendre des arrangements quant à l'installation de l'éclairage électrique. Le 9 septembre 1905, la commune fait circuler aux particuliers un questionnaire à ce propos. Finalement, pour le budget de 1906, ce sont 500 francs qui sont alloués pour l'électrification d'Hermenches. Le 9 février 1907, la société du téléphone avise la commune de l'établissement d'un second fil pour sa liaison jusqu'à Moudon. Les forces motrices de Joux font tout ce qu'elles peuvent pour fournir le village et finalement une concession est signée le 9 mars 1907. Un mois plus tard, le 27 avril, c'est le conseil général qui donne son approbation pour l'éclairage publique. En juin, un permis pour la pose d'un bloc transformateur est accordé. Toutefois, trois ans plus tard, une pétition est adressée à la municipalité le 15 janvier 1910 dans le but d'obtenir une réduction de l'abonnement à l'éclairage électrique.
Un téléphoniste communal est nommé le 5 novembre 1910. Il est rémunéré 100 francs par année et doit se conformer au règlement fédéral sur les communications et délivre gratuitement les télégrammes et phonogrammes dans un rayon d'un kilomètre.

### École

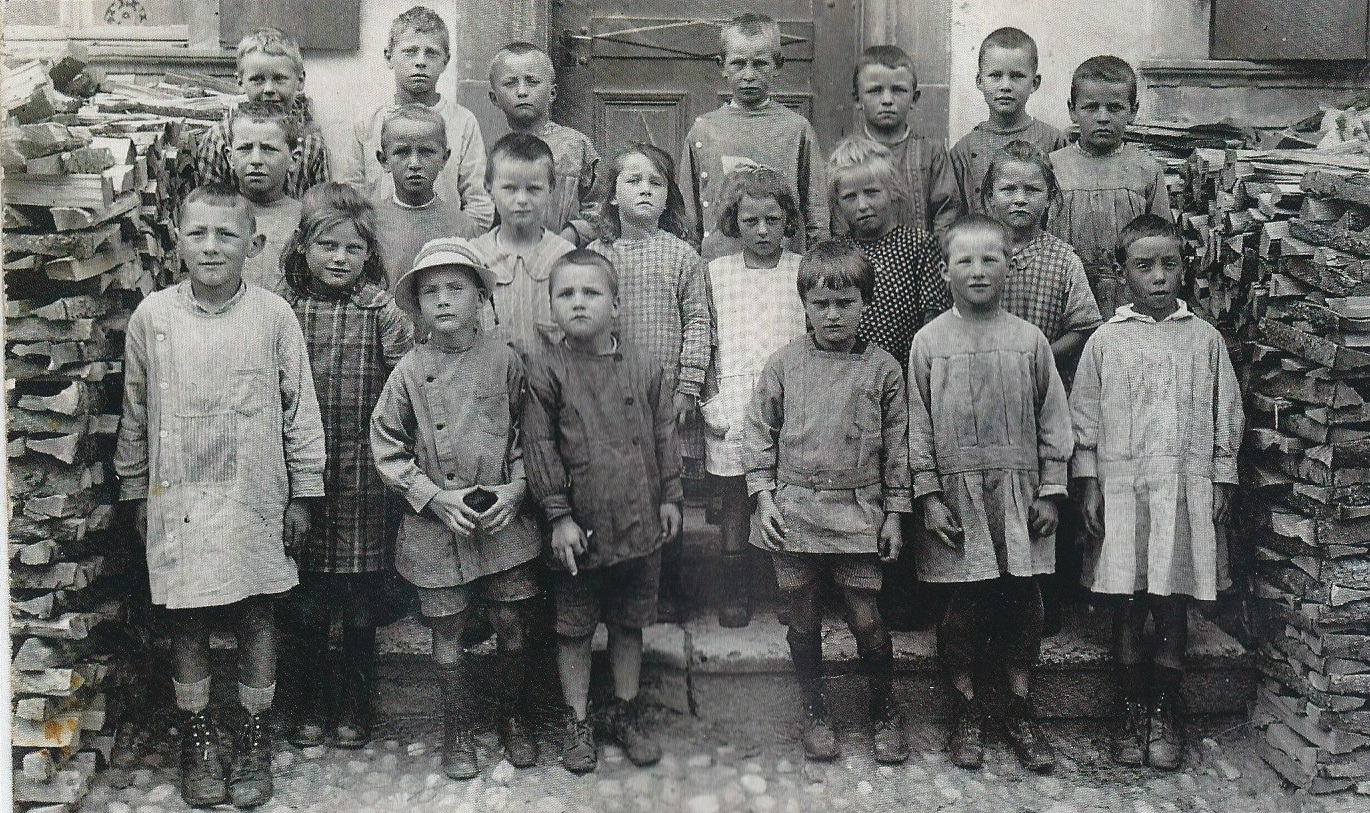
Photo de classe de Mme Dessauges à l'école d'Hermenches dans les années 1930.

À la fin du XVIIe siècle, leurs excellences bernoises mentionnent d'instaurer l'enseignement élémentaire dans le village. L'enseignement y débute en 1736, toutefois il faut attendre 1760 pour que le bâtiment de l'école soit construit.

Lors d'une séance de la municipalité, le 12 mai 1841, cette dernière liste les fonctions et le traitement de la maîtresse d'école :

« — La maîtresse pourra être chargée de l'instruction de toutes les filles, ou des plus jeunes filles et des plus jeunes garçons, selon qu'on adoptera la division par sexe ou par âge ; dans les deux cas, elle sera tenue de donner des leçons d'ouvrage à toutes les filles.

— Il est défendu à la maîtresse de travailler pour son compte pendant les heures de leçons.

— Le traitement de la maîtresse sera de 200 francs par an, payable par trimestre, plus un logement, un jardin, un moule de bois de sapin, et deux cents fassines. À charge par elle de chauffer l'école. »

Ainsi que du régent :

« — Il sera chargé d'instruire les garçons et les plus grandes filles du village d'après la répartition qui sera faite par la commission.

— Il sera tenu de fonctionner à son tour dans l'église de Syens, avec les autres régents de la paroisse et de faire une prière chaque dimanche dans la commune, excepté lorsqu'il y aura un sermon du soir à Syens.

— Le régent recevra annuellement de la commune 320 francs payables par trimestre, outre un plantage de deux cents toises, un petit jardin, deux moules de bois de sapin et deux cents fassines d'essences diverses, à charge pour lui de chauffer la salle d'école.

— Il recevra de la bourse de la paroisse, à chaque St-Martin, 27 batz et 5 rapes pour les fonctions d'église.

— Il sera logé dans la maison d'école, où il aura la jouissance de la cave, de la cuisine, de deux chambres, et du cabinet au rez-de-chaussée, côté bise. »

Lors de la séance du conseil général du 13 mai 1847, le régent fait la demande pour une augmentation de traitement d'une valeur de 80 batz. Le conseil refuse cette demande.
Le 31 octobre 1885, les frais pour le culte et l'instruction publique sont de 2 000 francs par année. Ces derniers augmentent à 2 589 francs par année en 1898, avec 1 400 francs pour le traitement du régent et 420 francs pour le traitement de la maîtresse d'école.
Le bâtiment de l'école est restauré en 1954 et servira jusqu'en juin 2012. À cette date, après 276 ans, plus aucun enseignement scolaire n'y est donné. L'école d'Hermenches était l'avant-dernières école vaudoise, avec celle de Corbeyrier, à pratiquer l'enseignement multi-niveaux, c'est-à-dire avec des élèves de plusieurs années différentes dans la même classe,.

### Héraldique
| Blason de Hermenches | Blason  | Tranché de gueules et de sinople, à la gerbe d'or brochante et sommée d'une colombe d'argent |
| Blason de Hermenches | Détails | Les armoiries de la commune reprennent celles de Moudon en y ajoutant une gerbe symbolisant le travail aux champs et la colombe est celle des armes de la famille des Crousaz de Crosy, qui étaient les seigneurs du village de 1641 à 1725. Les armoiries de la commune sont adoptées et approuvées par le canton de Vaud en 1919. |

## Géographie

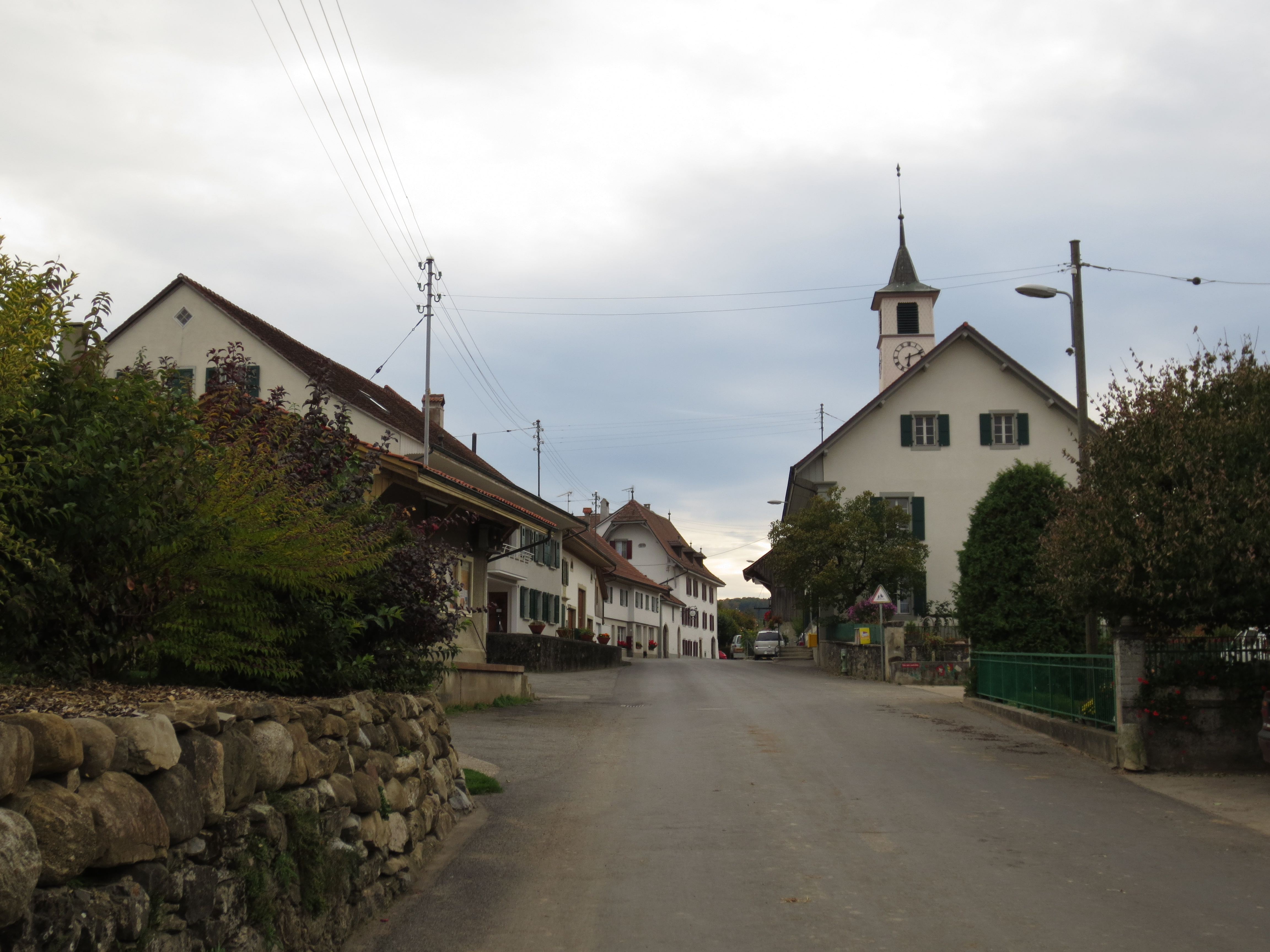
Le centre du village.

Jusqu'à sa dissolution, la commune faisait partie du district de Moudon. Depuis le 1er janvier 2008, elle fait partie du nouveau district de la Broye-Vully. Elle a des frontières communes avec Moudon, Rossenges, Syens, Vucherens, Ropraz, Corcelles-le-Jorat et Jorat-Menthue.
Le territoire communal se situe sur le plateau suisse, dans la partie nord-est du plateau du Jorat. La commune est délimitée à l'ouest par la vallée de la Mérine et à l'est par celle de la Bressonne ; ces deux vallées sont profondément découpées dans la molasse. Au nord-est se trouvent les collines du Mont, alors que la frontière sud est marquée par le ruisseau de Corcelles et le ruisseau de Cuchepan, deux affluents de la Bressonne. Le point culminant de la commune, avec 834 mètres d'altitude, se trouve dans la forêt du bois de Ban au sud-ouest du village d'Hermenches, au sommet de la pente menant au plateau du Jorat.
En plus du village d'Hermenches, la commune compte les hameaux de Moille-Robert, de Moille-Cugy et de Méleries, ainsi que plusieurs exploitations agricoles isolées.

## Population

### Gentilé et surnom
Les habitants de la commune se nomment les Hermenchois.
Ils sont surnommés les Colombes,.

### Démographie
Hermenches compte 377 habitants en 2023. Sa densité de population atteint 79 hab./km2.
En 2000, la population d'Hermenches est composée de 147 hommes (51,8 %) et 137 femmes (48,2 %). La langue la plus parlée est le français, avec 268 personnes (95,4 %). La deuxième langue est l'allemand (6 locuteurs habitant le village ou 2,1 % de la population). Il y a 254 Suisses (90,4 %) et 27 personnes étrangères (9,6 %). Sur le plan religieux, la communauté protestante est la plus importante avec 149 personnes (53 %), suivie des catholiques (48 habitants ou 17,1 % de la population). 54 personnes (19,2 %) n'ont aucune appartenance religieuse.
La population d'Hermenches est de 323 personnes en 1850. Elle reste relativement stable jusqu'en 1930. Le nombre d'habitants baisse ensuite jusqu'à 194 en 1970, puis double presque en quarante ans pour atteindre 358 en 2010. Le graphique suivant résume l'évolution de la population d'Hermenches entre 1850 et 2010 :

## Politique
Lors des élections fédérales suisses de 2011, la commune a voté à 33,84 % pour l'Union démocratique du centre. Les deux partis suivants furent le Parti socialiste suisse avec 20,67 % des suffrages et le Parti libéral-radical avec 16,45 %.
Lors des élections cantonales au Grand Conseil de mars 2011, les habitants de la commune ont voté pour l'Union démocratique du centre à 33,81 %, le Parti libéral-radical à 29,81 %, le Parti socialiste à 18,26 %, les Verts à 11,27 %, le Parti bourgeois démocratique et les Vert'libéraux à 5,28 % et Vaud Libre à 1,57 %.
Sur le plan communal, Hermenches est dirigé par une municipalité formée de 5 membres et dirigée par un syndic pour l'exécutif et un Conseil général dirigé par un président et secondé par un secrétaire pour le législatif.

## Économie
Jusque dans la seconde moitié du XXe siècle, l'économie de la commune était principalement tournée vers l'agriculture, l'arboriculture fruitière et l'élevage qui représentent encore de nos jours une part importante des emplois locaux. Pendant ces dernières décennies cependant, plusieurs zones résidentielles ont été construites et sont habitées par des personnes travaillant principalement soit à Moudon, soit à Lausanne ; cette transformation s'est accompagnée de la création de plusieurs entreprises locales de service.

## Lieux et monuments
La commune compte sur son territoire un musée de l'uniforme.

## Transports
Hermenches fait partie de la communauté tarifaire vaudoise Mobilis. Le bus CarPostal reliant Échallens à Moudon s'arrête dans la commune. Le village est aussi desservi par les bus sur appel Publicar, qui sont un service de CarPostal.

## Vie locale
La commune d'Hermenches compte plusieurs associations, parmi lesquelles une abbaye vaudoise, une société de tir sportif, une société de jeunesse et un club de gymnastique.

## Sources
- (de) Cet article est partiellement ou en totalité issu de l’article de Wikipédia en allemand intitulé « Hermenches » (voir la liste des auteurs).